# Ingavonat

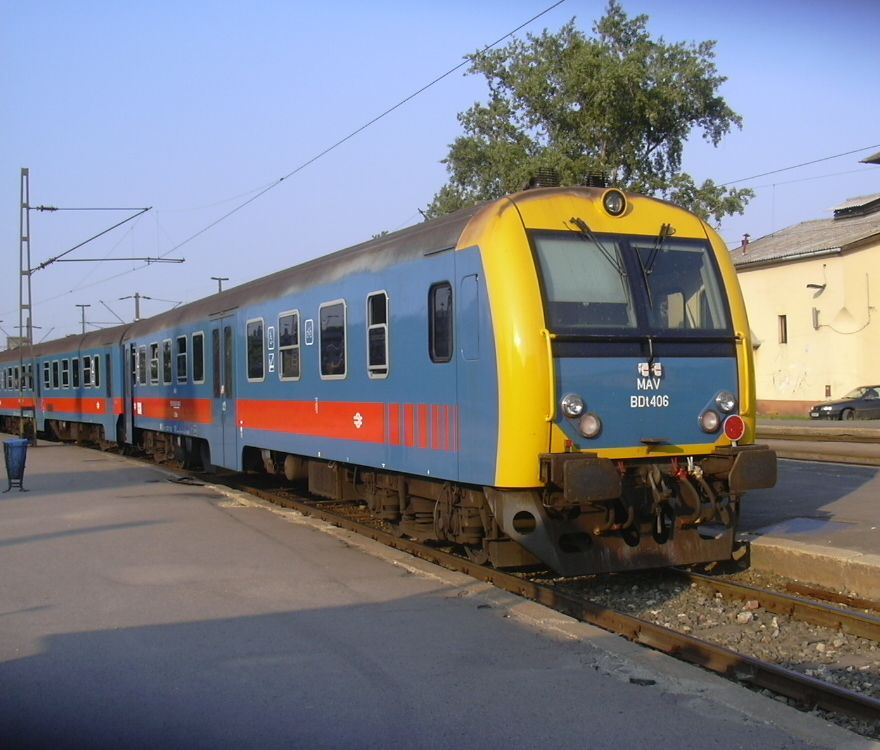
BDt 406-os vezérlőkocsi

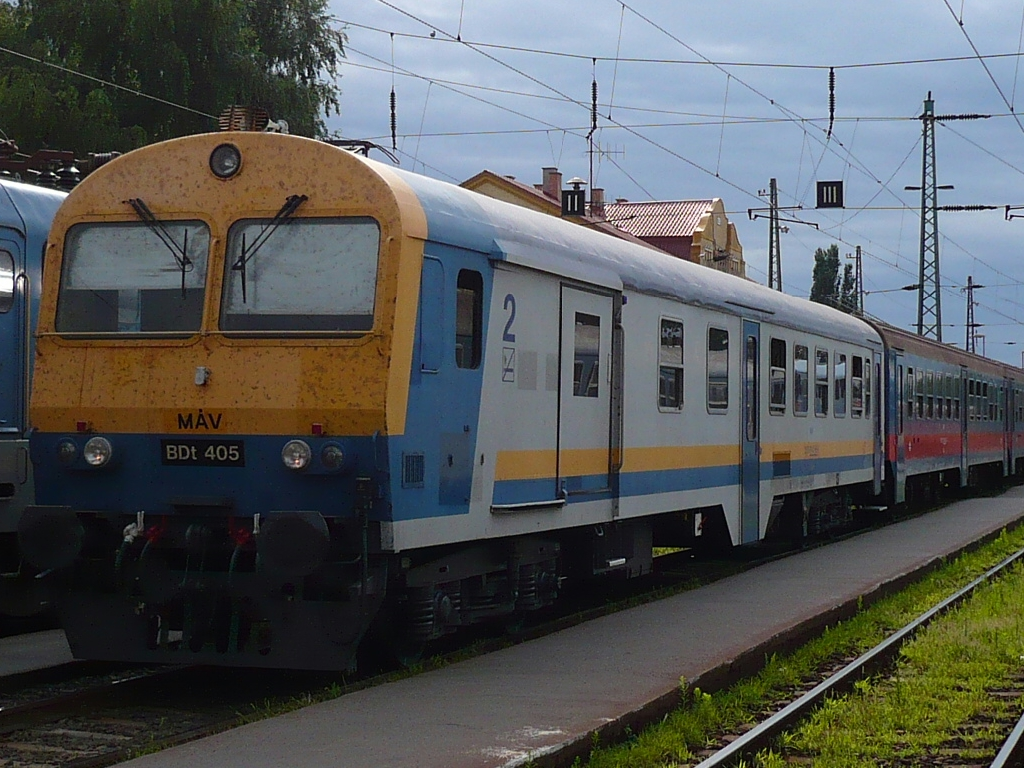
BDt 400-as sorozatú vezérlőkocsis ingavonat Vácott

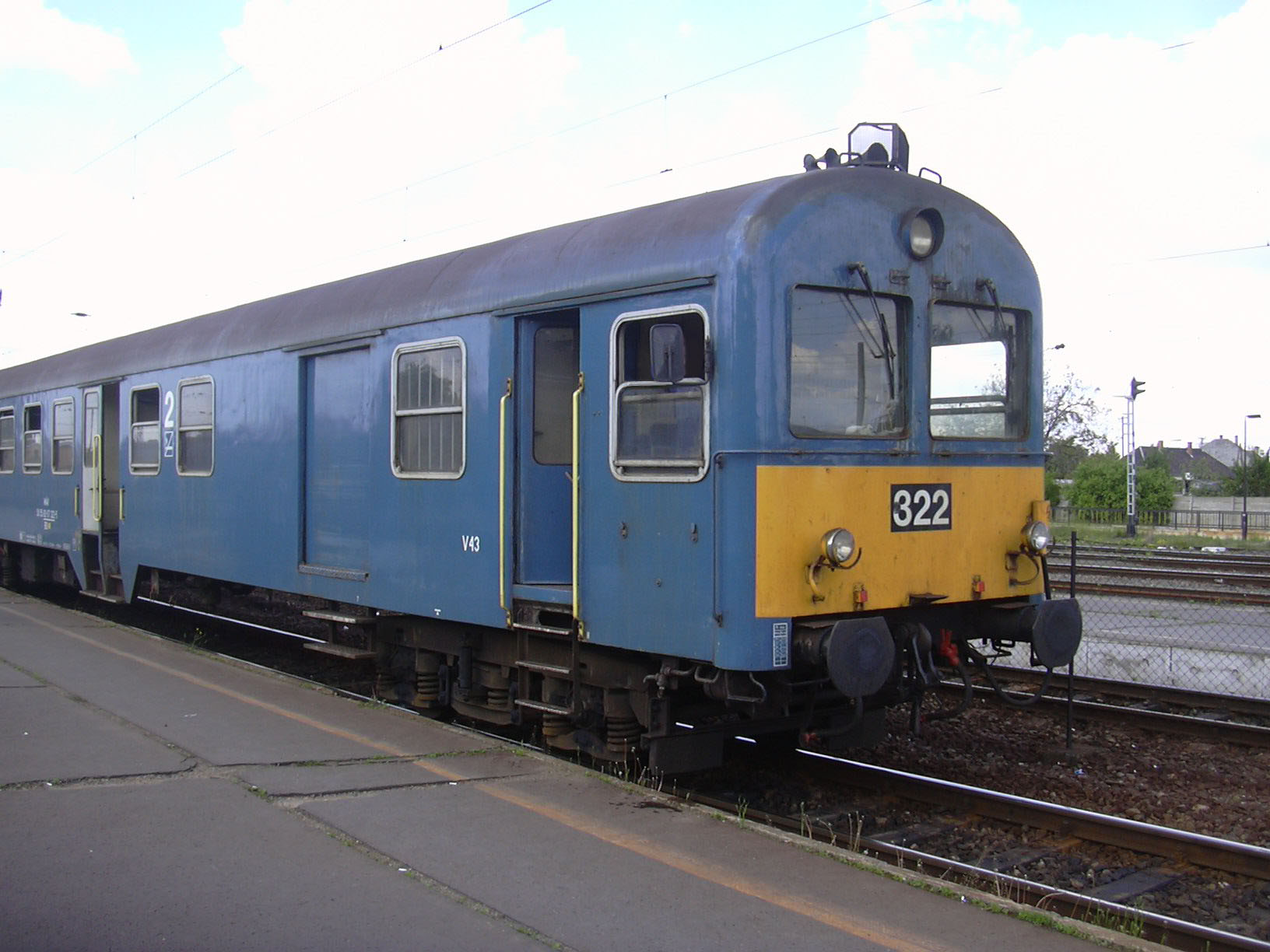
BDdf 300-as sorozatú vezérlőkocsi Füzesabonyban

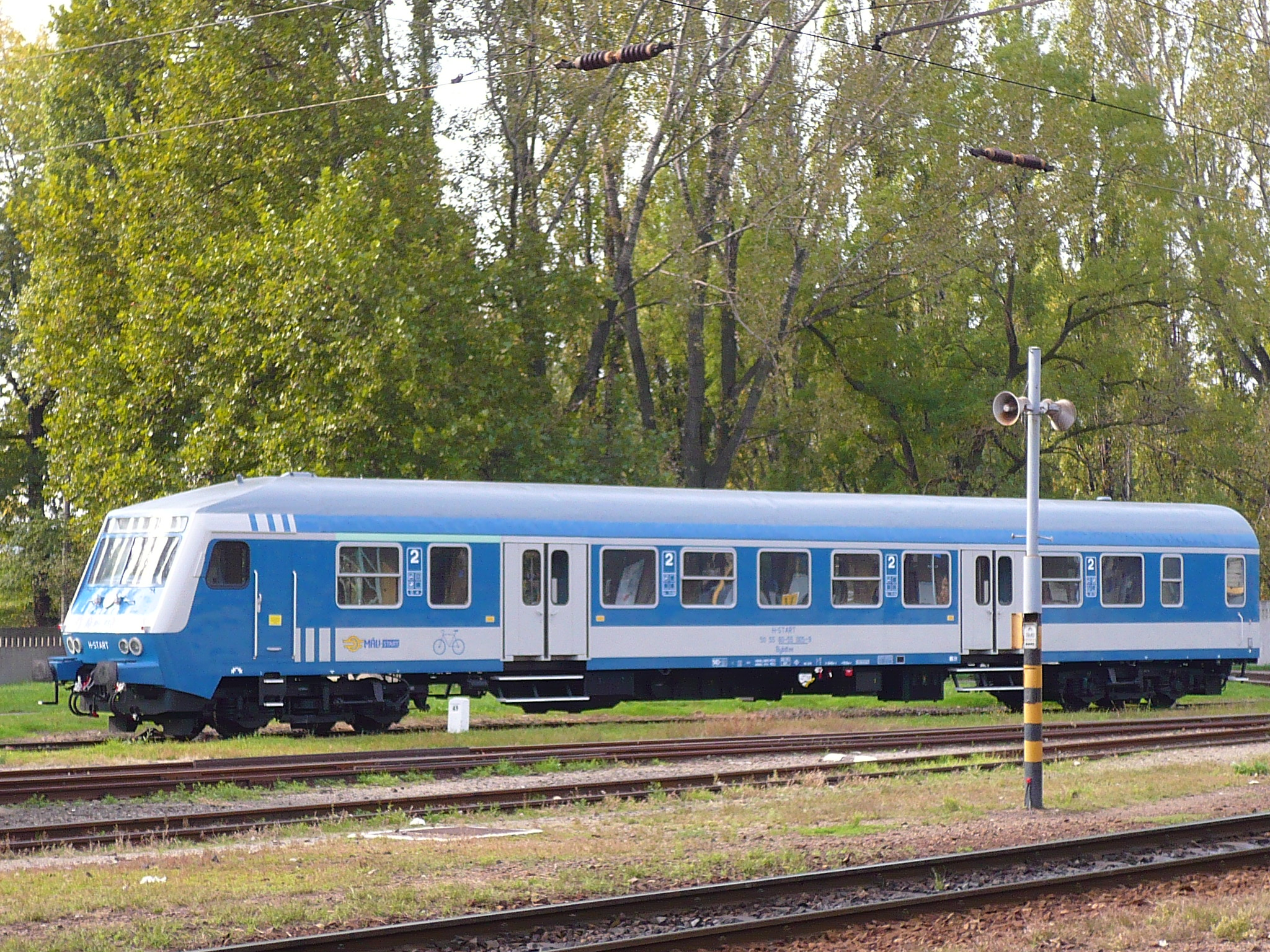
Bybdtee sorozatú vezérlőkocsi Dunakeszin

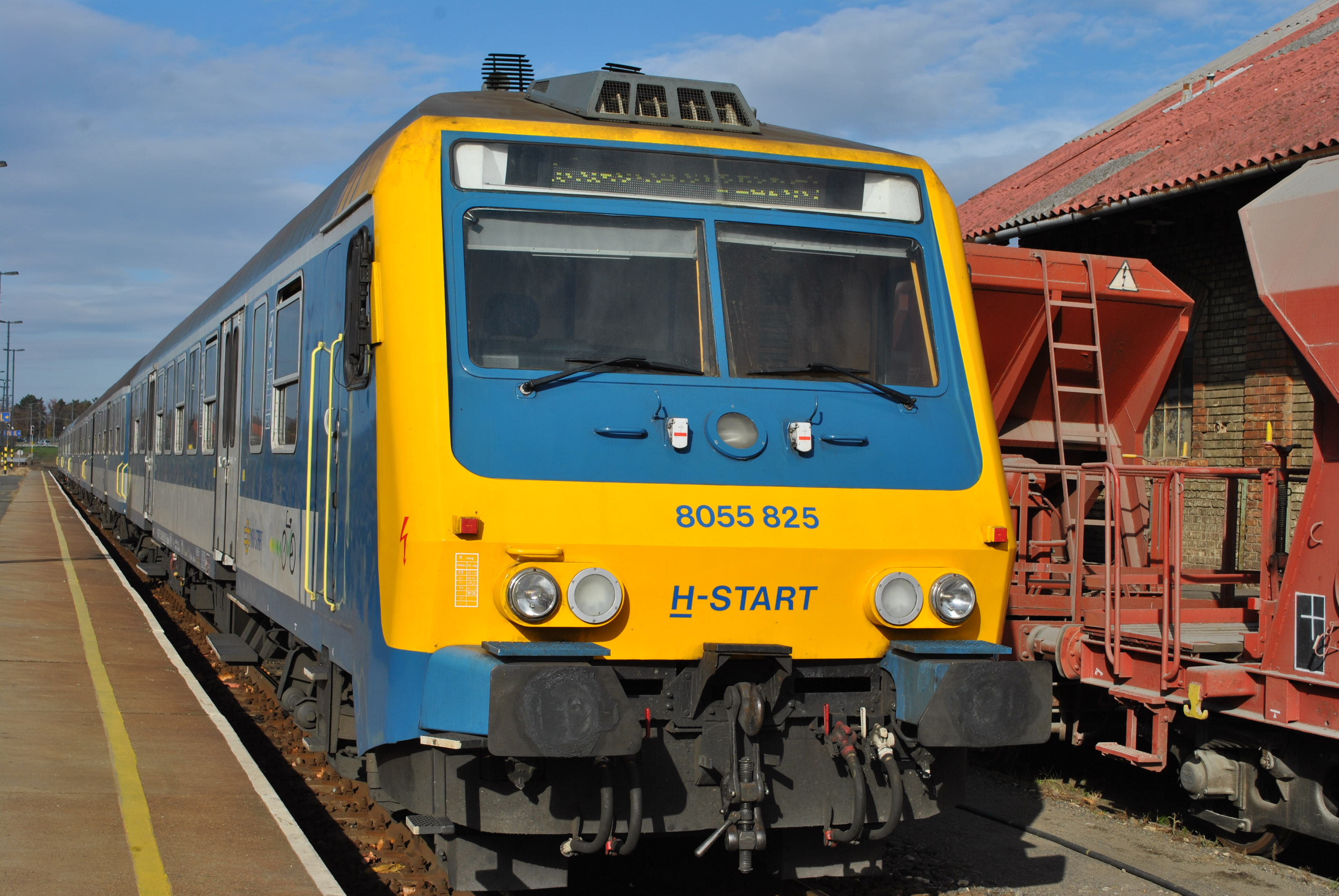
8055 Bybdtee Vezérlőkocsi Tapolcán. A vezérlőkocsit az ingavonat fejlesztés miatt újították fel.

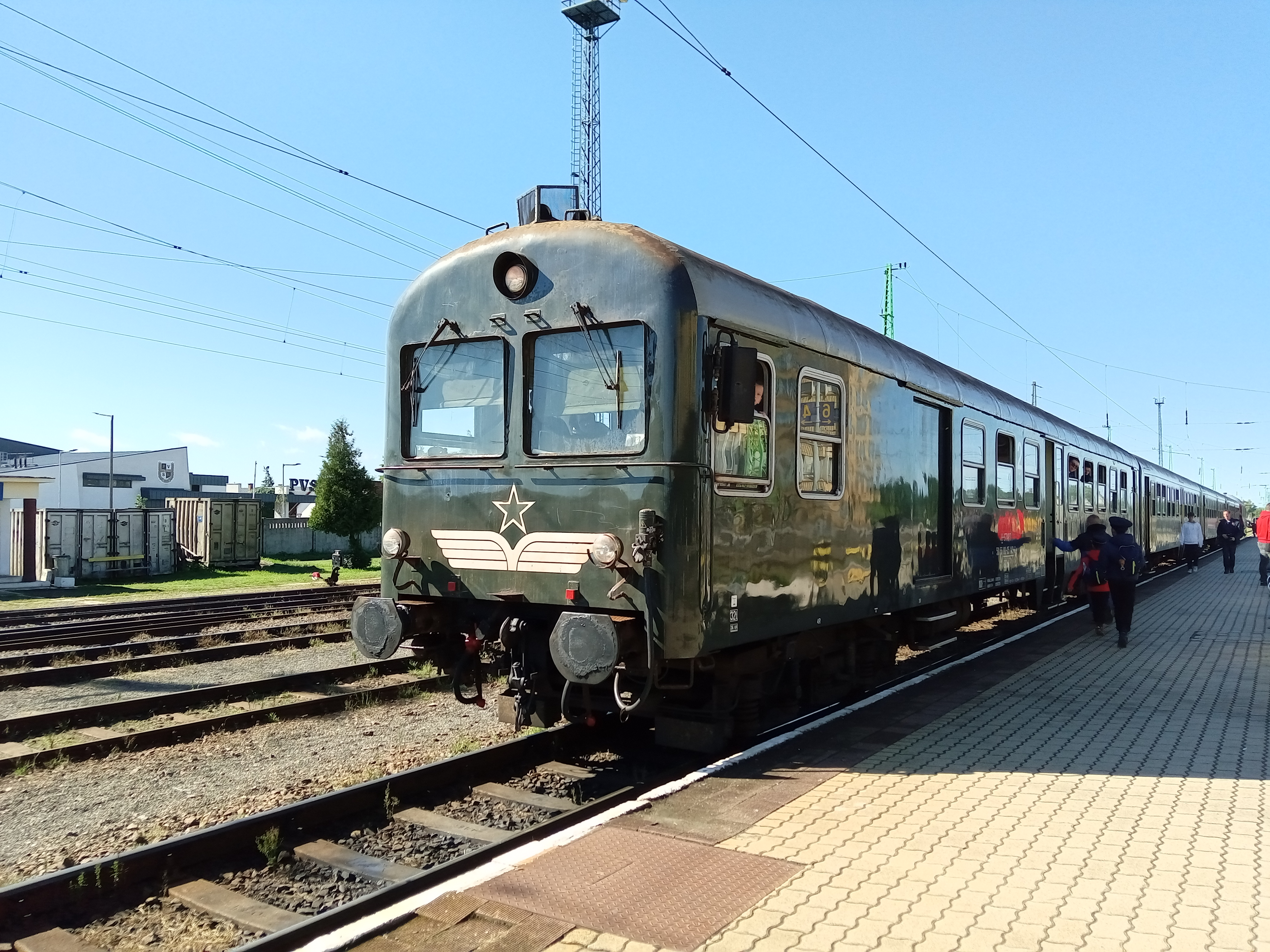
Olajzöld, "retró" festésű ingavonat Pécsen

Az ingavonat olyan személyszállító vonat, melynek az utolsó kocsija speciális kocsi, ún. vezérlőkocsi. A vezérlőkocsiból is lehet irányítani a szerelvényt, így a végállomáson nem kell a mozdonynak körüljárni. Előnye a hagyományos vonatösszeállítással szemben a rövidebb fordulóidő, illetve a tolatási mozgások megtakarítása.
Egy másik, szakszerűbb definíció szerint a személyszállító ingavonat olyan személyszállító vonat, melynél a mozdony egyik irányú viszonylatban hátul, a másikban elöl működik. Ha a mozdony hátul működik, a mozdonyvezető a vonat elején lévő vezérlőkocsi vezetőállásán végez szolgálatot, onnan vezérlőberendezéssel működteti a hátul levő mozdonyt.

## Ingavonatok aMÁV-nál
Magyarországon az alábbi vonalakon jellemző többnyire most is – az ingavonati közlekedés (2007 óta a főváros környéki vasútvonalakon a korszerű Stadler FLIRT és Stadler KISS motorvonatok jelentősen kiszorították a korábbi ingavonatokat.):
- Budapest – Mende – Sülysáp – Nagykáta – Szolnok (120a)
- Budapest – Monor – Cegléd – Szolnok (100)
- Budapest – Vác – Szob (70)
- Budapest – Gödöllő – Hatvan – Füzesabony – Eger (80a, 80)
- Budapest – Kunszentmiklós – Tass – Kelebia(150)
- Budapest – Martonvásár – Székesfehérvár – Siófok (30)
- Budapest – Lajosmizse (142)
- Budapest – Pusztaszabolcs – Pécs (40a, 40)

De néhány vidéki nagyvárosból a környező településekre járó ingavonat is létezik, ilyen viszonylatok például:
- Szolnok – Hatvan (82)
- Cegléd – Szolnok – Záhony (100a, 100)
- Miskolc – Nyékládháza – Tiszaújváros (89)
- Miskolc – Kazincbarcika
- Gyöngyös – Vámosgyörk 85)
- Füzesabony – Eger (87a)
- Debrecen–Nyírbátor–Mátészalka–Kocsord-alsó-felső–Tunyogmatolcs-alsó-felső–Fehérgyarmat (96 km)
- Dombóvár – Pécs (40)
- Dombóvár – Kaposvár – Gyékényes – Nagykanizsa (41, 30)

A villamosított vonalakon 431, 432, 433 sorozatú villamosmozdony húzza a Bhv betűjelű kocsikból álló szerelvényt. Végén egy BDt 400 vagy BDdf 300 vezérlőkocsival, valamint a halberstadti kocsikból álló szerelvény végén egy Bybdtee vezérlőkocsival. A nem villamosított vonalon (például Budapest-Lajosmizse) 418 sorozatú dízelmozdony is közlekedik BDdf sorozatú vezérlővel a végén. A MÁV az elővárosi közlekedés fejlesztés keretében több száz darab Bhv kocsit újíttatott fel dunakeszi és szolnoki műhelyekben, de ezek a kocsik is képesek a régi BDdf 100-as és 300-as kocsik távvezérlésére.

### Ingavonati vezérlőkocsi típusok
Jelenleg a MÁV vonalain az alábbi típusú vezérlőkocsik közlekednek:
- BDdf 100-as sorozat:
  - A 418-es sorozatú dízelmozdonyokhoz készült vezérlőkocsik. Az 1990-es években a Ganz és ADtranz által modernizált Bhv kocsikkal, és a hagyományos, át nem alakított Bhv kocsikkal is vezérelhető. Jelenleg – V43-as villanymozdonyokhoz készült társaikkal együtt – eltűnőfélben vannak.**

- BDdf 300-as sorozat:

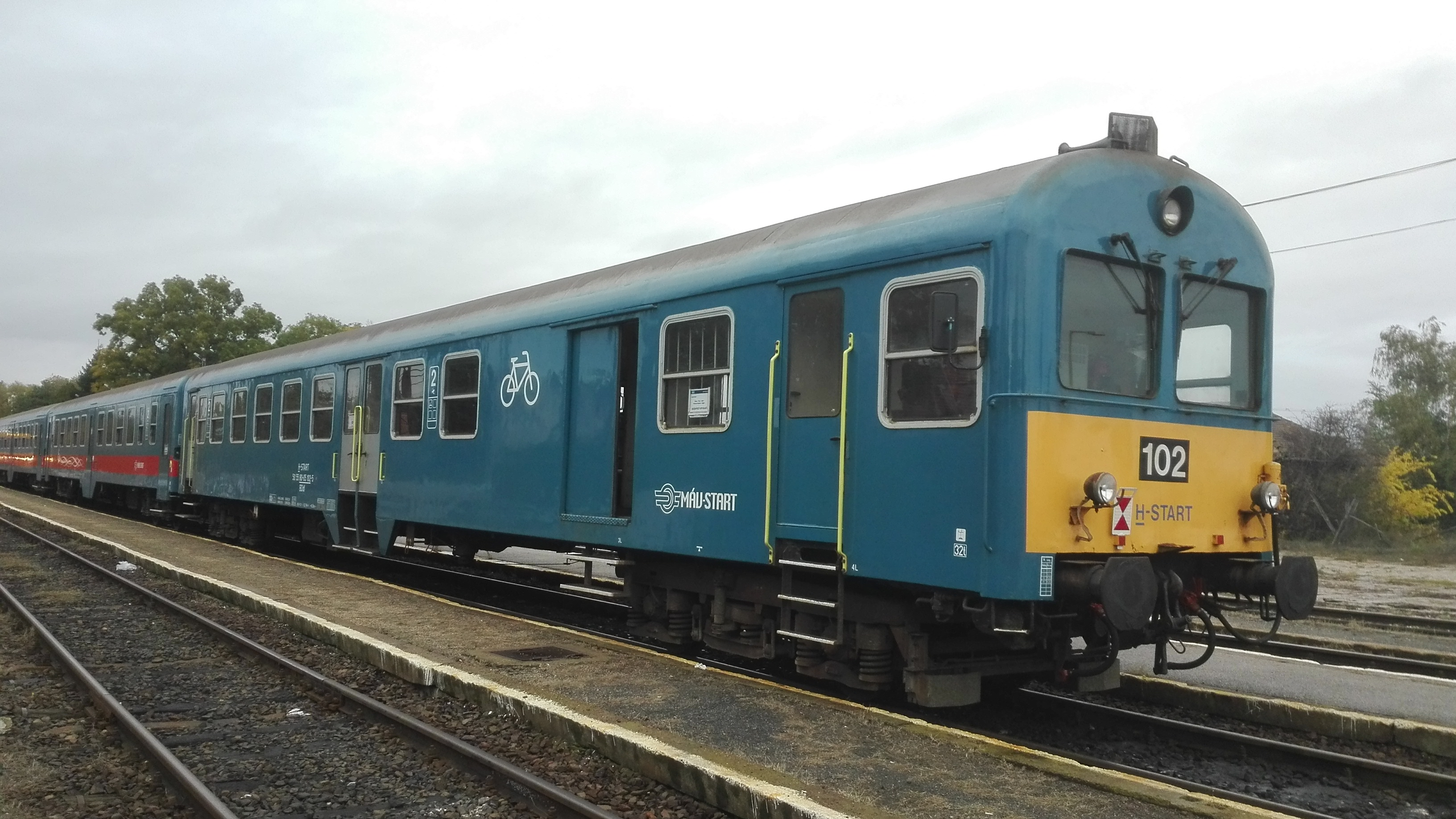
BDdf 100 típusú vezérlőkocsi Lajosmizsén

  - Hagyományos vezérlőkocsi a még fel nem újított szerelvények vezérléséhez az eredeti színterv alapján (kék), 431, 432, 433 (ex V43) sorozatú mozdonyokhoz. Menetrend szerint 2022. február 19-én közlekedett utoljára.[1]

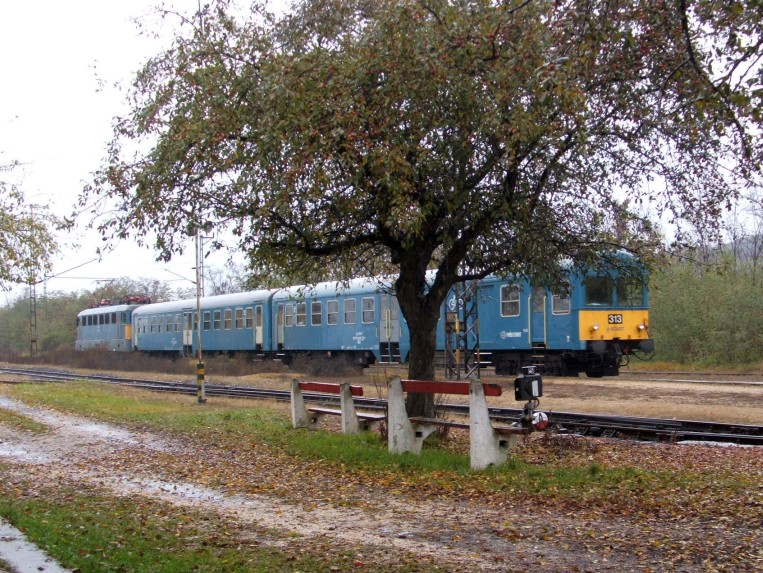
BDdf 300 típusú vezérlőkocsi Vácrátóton

Néhány, a Budapest Keleti és Hatvan között közlekedő  vezérlőkocsit a 90es évek elején új, szürke-sárga-kék elővárosi kisérleti színterv alapján átfényeztek, illetve kisebb felújításokat is végeztek ezeken a kocsikon. Ezek – a színterv miatt – a "patkány" becenevet kapták. Később visszafényezték vagy leselejtezték őket.
- BDt 400-as sorozat:
  - Szürke ingák (6 db): Szürke színűek, sárga-kék csíkkal az oldalukon.
  - "Posta" vagy "csíkos" Bhv (50 db): Ezeket a szerelvényeket a Bombardier cég Dunakeszin építette át a V43 2000-es (432) sorozatú mozdonyokhoz. Színük kék, széles piros csíkkal az oldalukon, mint a régi postavagonokon.
- Bybdtee sorozat

A Németországból használtan vásárolt, összesen 300 db Halberstadti kocsiból 27 db Bybdtee betűjelű vezérlőkocsi. Többségük forgalomba állt, ingavonati használatuk tesztjelleggel megindult a V43 3000-es sorozatú villanymozdonyokhoz, jellemzően a 40-es vasútvonal pécsi InterCity vonatait irányítják ilyen módon.
- - 2017-ben kezdték el felújítani a MÁV Szolnoki Járműjavítóban. 2018-tól menetrendszerűen van ingavonati közlekedés a Pécs-Dombóvár, illetve a Dombóvár-Nagykanizsa vonalakon. Jelenleg a 25 db-ból kb. 22 felújított vezérlőkocsi van.

Továbbá megfordulnak még Magyarországon az ÖBB ingavonatai is, melyekben CityShuttle-típusú kocsikat és 8073-as hagyományos vezérlőkocsikat, valamint Bombardier gyártmányú, emeletes "Wiesel" kocsikat és 8033-as vezérlőkocsikat használnak.

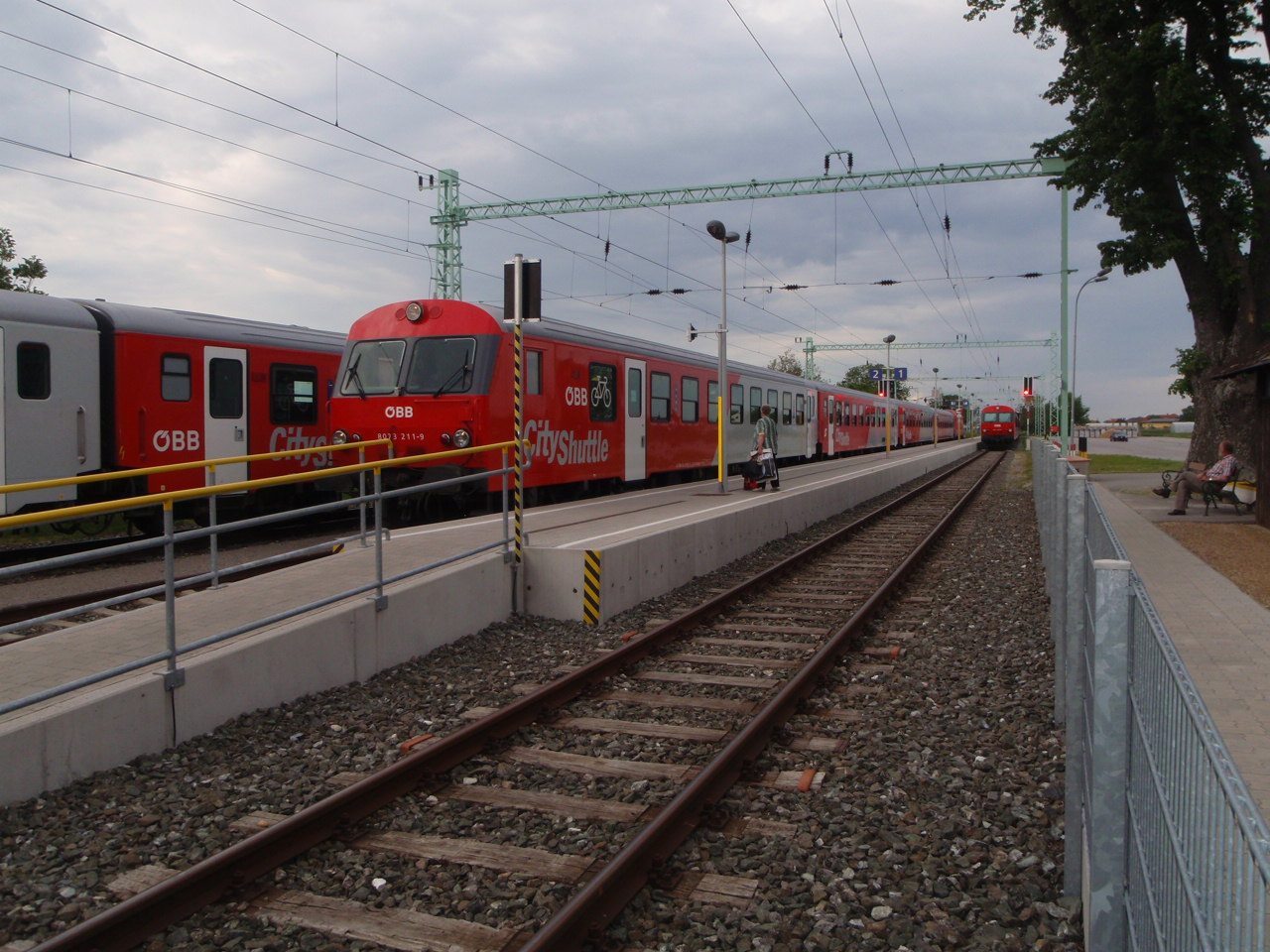
CityShuttle ingavonati szerelvény Pomogy állomásán, amit az ÖBB szolgáltat